# Suzhou-Museum
Das Suzhou-Museum (chinesisch 蘇州博物館 / 苏州博物馆, Pinyin Sūzhōu Bówùguǎn) gehört zu den staatlichen Museen 1. Klasse in China und beherbergt in einem der bedeutendsten Gärten Suzhous eine kostbare Sammlung lokaler Kunstwerke. Viele von ihnen sind schon allein eine Reise wert, wie die archäologischen Ausgrabungen von den zwei Pagoden, eine Serie der Meisterwerke der lokalen Malerschule für etwa 700 Jahren.
Das Spektrum der Ausstellung reicht von den buddhistischen Heiligtümern über Kalligrafie und Malerei bis hin zu Elfenbeinen und Keramik.
Eine Besonderheit des Museums ist sein neuer Flügel, der vom Architekten Ieoh Ming Pei für seine Heimat entworfen wird.